# 크세노폰

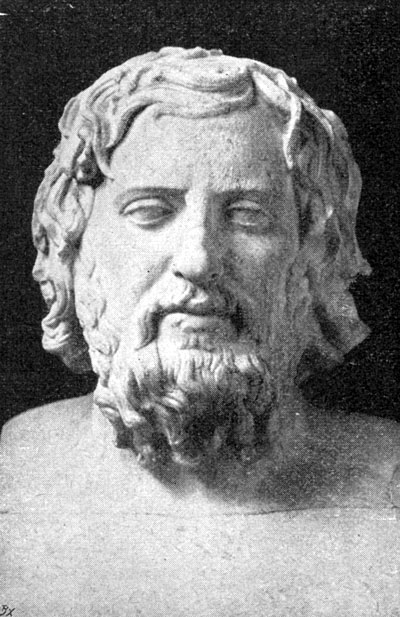
고대 그리스의 역사가인 크세노폰.

크세노폰(고대 그리스어: Ξενοφών, 그리스어: Ξενοφών, Ξενοφώντας, 기원전 430년경 ~ 354년경)은 고대 그리스의 사상가 및 저술가이다. 소크라테스의 제자로써, 플라톤과 동문수학한 사이이다. 크세노폰은 그가 살았던 기원전 4세기에 대한 역사와 소크라테스의 말, 고대 그리스의 생활사에 대한 기록을 남겨 유명하다. 그는 기원전 5세기 말과 4세기 전반에 정계와 지식인 사회에 큰 영향을 미쳤던 스파르타 임금 아게실라오스나 철학자 소크라테스와 같은 사람과 친분이 두터웠던 것으로 보인다.
그의 저서들 가운데는 철학으로도 역사학으로도 분류할 수 있는 저작이 상당한데, 실제로 그는 고대에는 일차적으로 철학자, 그 다음으로는 역사학자로 간주되었다. 그는 자신의 조국 아테나이에서 추방되어 스파르타와 가까이 지내며 중간 입장에서 남다른 경험을 쌓을 수 있었고, 따라서 자신이 살던 급변의 시대를 직시하는 보기 드문 통찰력을 갖출 수 있었다.
그 후 소아시아에서 전쟁에 참가하였으며, 귀국 후 엘리스에서 은퇴하였다. 저작으로는 《헬레니카》, 《아나바시스》, 《소크라테스 회상》, 《키로파에디아》 등이 있다.

## 생애

### 용병 생활
크세노폰이 언제 태어났는지는 확실하지 않으나, 학자들 대부분은 그가 기원전 430년경 아티케의 도시국가 아테나이 근처에서 태어난 것으로 보고 있다. 크세노폰은 상류층 출신이었으면 고대 아티케 귀족의 특권을 누릴 수 있었다. 기원전 401년 젊은 시절에 크세노폰은 키루스(Cyrus the Younger)가 자신의 형인 아케메네스 제국 대왕 아르타크세르크세스 2세에 대항하는 원정길에 떠났다. 그의 기록에 따르면, 그는 키루스의 원정에 참가해야 할지를 놓고 아테나이 출신의 소크라테스에게 물었는데, 소크라테스는 델포이 신탁에서 신과 의논해 볼 것을 권하였다. 그래서 크세노폰은 그리로 가서 마음 속으로 생각하고 있는 여행을 성공적으로 잘 마치고 목적을 달성한 뒤 무사히 돌아오기 위해서는 어떤 신에게 제물을 바치고 기도드려야 하는지 아폴론 신에게 물었다. 그러나 아폴론은 그가 어떤 신들에게 제물을 바쳐야 하는지 알려주었다. 크세노폰은 돌아와서 소크라테스에게 예언을 말해주었다. 그러자 소크라테스가 그것을 듣고, 그가 여행하는 것이 좋은지 아니면 머무는 것이 좋은지 먼저 묻지 않고 여행하기로 혼자서 결정하고는 어떻게 여행하는 것이 가장 좋겠는지 물었다고 그를 나무랐다. 그래서 크세노폰은 아폴론이 알려 준 신들에게 제물을 바치고 나서 배를 타고 떠나 키루스에게 갔다.

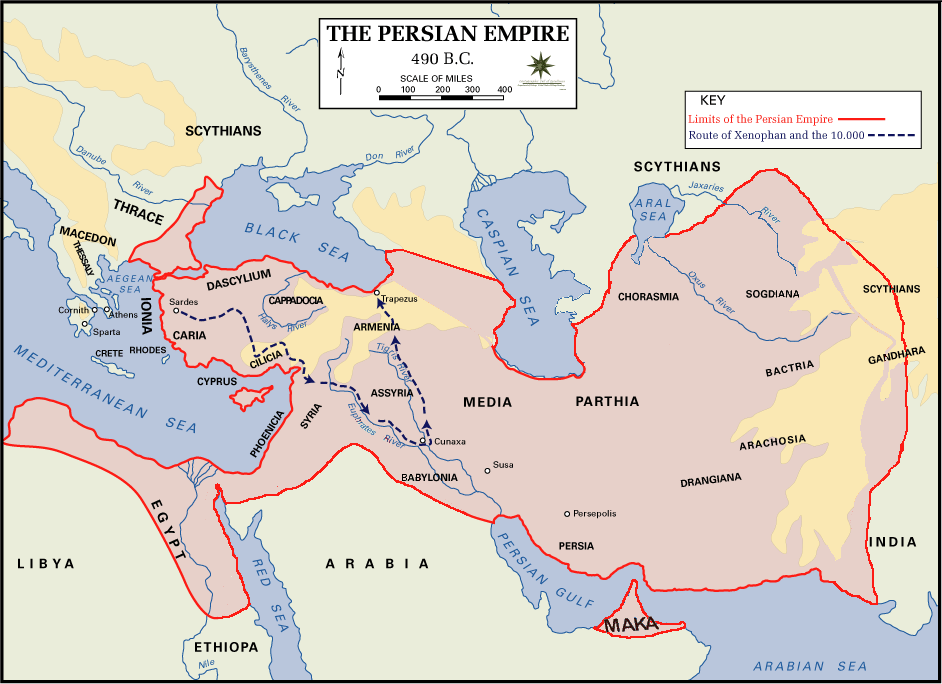
크세노폰과 용병 일만 인의 경로.

대왕의 동생인 키루스는 팃사페르네스와 싸운다는 핑계로 페르시아 인 병사로 구성된 거대한 군대를 모았으며, 거기다가 그가 페르시아 병사보다 뛰어난 전사라고 여겼던 헬라스(그리스) 군대도 모았다. 대왕에 전쟁을 선포하기 전에, 키루스는 피시디아 사람들이 전쟁 상대라고 공언하였으며, 헬라스 사람들은 자신들이 페르시아 대왕 아르타크세르크세스 2세의 어마어마한 군대와 싸우게 될 것임을 알지 못하였다. 타르소스에서 헬라스 병사들은 키루스가 대왕을 몰아내려고 원정을 가고 있다는 사실을 알게 되었으며, 그리하여 키루스를 따르는 데 거부하였다. 그러나 스파르타 출신의 클레아르코스가 헬라스 사람들을 설득하여 계속 원정대에 남았다. 키루스의 군대는 쿠낙사 전투에서 아르타크세르크세스 2세의 군대와 전투를 벌였다. 헬라스 군대는 선전하였으나, 키루스는 전사하고 만다. 그러자 얼마 안되어 클레아르코스 장군이 네 명의 다른 헬라스 장군과 함께 휴전 회의에 초대받았으나, 페르시아인들은 이들을 배신하고 장군들을 참수하였다. "일만 인"으로 알려진 이들 헬라스 용병들은 메소포타미아의 심장부와 가까운 적대적인 내륙 한가운데서 지휘자도 없이 버려졌음을 알게 되었다. 이들은 크세노폰을 비롯한 새로운 지휘관을 뽑았으며, 자신들에게 적대적인 페르시아, 아르메니아, 쿠르드를 지나 북쪽으로 흑해 연안의 트라페주스로 진군하였다. 그리하여 결국 용병대는 서쪽으로 가 고국 그리스로 귀환하였다. 그 곳에서 용병대는 스파르타의 티브론 장군의 군대에 들어가 세우테스 2세가 트라케의 임금이 되는데 도왔다.
크세노폰이 쓴 《아나바시스》('올라가기'라는 뜻.)는 그가 페르시아로 원정을 떠났다가 고국으로 돌아온 여정을 담은 자신이 쓴 기록이다. 이 저서는 후대 알렉산드로스 대왕이 페르시아 원정을 떠날 때 지리서로 쓰였다.

## 망명과 죽음
나중에 크세노폰은 아테나이에서 추방되었는데, 코로네이아 전투에서 스파르타 임금 아게실라오스 2세 밑에서 아테나이와 싸웠기 때문인 것으로 보인다. (그러나 그가 페르시아인을 위하여 복무했을 뿐 아니라 소크라테스를 지지하는 등 다른 이유도 한몫하였을 것이다) 아나바시스에서 그가 쓴 바에 따르면 스파르타 사람들은 엘리스의 올륌피아 근처 스킬루스의 토지를 그에게 주었다고 한다. 그러나 크세노폰 생전에 아들 그륄로스가 만티네이아 전투에서 아테나이를 위해 싸우다 죽자, 추방 조치가 취소되었을 것이다. 크세노폰은 코린토스나 아테나이에서 죽었다. 그의 사망 연대는 확실하지 않으며, 역사가들은 그가 자신의 후원자 아게실라오스 2세의 찬사를 써서 그를 구했다는 사실만 알고 있다.

## 저작
- 《아나바시스》(페르시아 원정기), 천병희 역, 도서출판 숲, 2011
- 《키로파에디아》(키루스의 교육), 이은종 역, 주영사, 2012.
- 《헬레니카》(그리스 역사), 최자영, 아카넷, 2012
- 《소크라테스 회상》, 최혁순 역, 종합출판범우, 2015